# Irina Zujkowa
Irina Lwowna Zujkowa (ros. Ирина Львовна Зуйкова; ur. 30 maja 1958, zm. 25 grudnia 2010) – radziecka i rosyjska jeździec, trenerka i sędzia jeździectwa. Mistrz sportu ZSRR klasy międzynarodowej. W 1992 wystartowała na igrzyskach olimpijskich jako reprezentantka Wspólnoty Niepodległych Państw. Wzięła udział w ujeżdżeniu indywidualnym i drużynowym. W zawodach indywidualnych zajęła 47. miejsce z 1340 punktami, natomiast w zawodach drużynowych kadra WNP z Zujkową w składzie uplasował się na 11. pozycji z 4203 punktami.
Po zakończeniu kariery została trenerką, a także sędziowała zawody w ujeżdżeniu.
Zmarła 25 grudnia 2010. Pochowana została na cmentarzu w Radonieżu.